# هاوراد بيرمان
هاوراد لورنس بيرمان (بالإنجليزية: Howard Berman)‏ (مواليد 15 أبريل، 1941) هو عضو مجلس النواب الأمريكي عن الدائرة الانتخابية 28 في كاليفورنيا، منذ 2003. هو عضو في الحزب الديمقراطي. خدم قبل ذلك في جمعية ولاية كالفرونيا من 1974 إلى 1982، وعضو مجلس النواب الأمريكي عن الدائرة الانتخابية 26 في كالفورنيا من 1983 إلى 2003. قدم مع إليانا روس قرارًا غير ملزم يصف تقرير بعثة الأمم المتحدة لتقصي الحقائق بشأن النزاع في غزة بأنه «معن في التحيز وغير جدير بمزيد من الشرعية والنظر فيه».